# Omicron Delta Epsilon
Omicron Delta Epsilon (ODE) es una sociedad de honor en el campo de la economía. Resultado de la fusión de Omicron Delta Gamma y Omicron Chi Epsilon, ODE se fundó en 1963.  Su consejo de administración incluye economistas de renombre tales como Robert Lucas, Kenneth Arrow, y Robert Solow. ODE es miembro de Asociación de Sociedad de Honor de Universidad; la ACHS indica que Omicron Delta Epsilon tiene 88,000 miembros.  ODE actualmente tiene 578 secciones activas en todo el mundo.  Los nuevos miembros son tanto estudiantes de pregrado como de posgrado, así como profesorado de las facultades; los logros académicos requeridos para obtener la afiliación pueden aumentarse en las secciones individuales, como la habilidad para dirigir una oficina o llevar el cordón de honor durante la graduación. Publica un periódico académico titulado The American Economist dos veces al año.

## Historia de ODE
Alan A. Brown fue el fundador y primer Presidente de Omicron Chi Epsilon (OCE) en 1955 mientras era estudiante en el City College de Nueva York.  El Dr. Brown concibió la creación y desarrollo de, primero una Sociedad de Honor en Económicas nacional y luego internacional. Amigos y compañeros informan que se sorprendieron de ver a este joven educado 'molestando' a ganadores del Premio Nobel y a otros gigantes de la economía para respaldar, involucrarse y apoyar esta iniciativa, y tener éxito.
La primera reunión anual de ODE tuvo lugar en el Fordham College en Nueva York en la primavera de 1958.  El Dr. Brown posteriormente conoció la existencia de otra Sociedad de Honor en económicas, Omicron Delta Gamma, fundada en 1915 por John R. Commons, Universidad de Wisconsin y Frank Taussig, Universidad de Harvard, el cual, aunque tenía formalmente más secciones y más grandes que Omicron Chi Epsilon, era menos activo que la joven OCE. Alan fue el primer motor para facilitar la fusión en 1963 entre las dos sociedades, renombrando Omicron Delta Epsilon (ODE), añadiendo "International" a su nombre no griego.  En este punto, ODE realmente despegó.  El Dr. Brown era el Presidente del Consejo de Administración de Omicron Delta Epsilon desde su comienzo en 1963 hasta 1982.